# Колібрі-аметист інагуанський
Колі́брі-амети́ст інагуанський (Nesophlox lyrura) — вид серпокрильцеподібних птахів родини колібрієвих (Trochilidae). Ендемік Багамських Островів. Раніше вважався конспецифічним з багамським колібрі-аметистом.

## Опис
Довжина птаха становить 7,8-8,2 см, вага 2,1-2,7 г. У самців лоб червонувато-фіолетовий, блискучий, решта верхньої частини тіла зелена, блискуча, За очима невеликі білі плямки.. На горлі червонувато-фіолетова пляма, груди білуваті, живіт рудувато-зелений. Хвіст глибокого роздвоєний, центральні стернові пера зелені, решта стернових пер мають рудувато-коричневі внутрішні опахала. Крайні стернові пера мають ліроподібну форму. Дзьоб короткий, дещо вигнутий, чорний.
У самиць верхня частина тіла тьмяно-зелена, підборіддя і горло блідо-сірі, поцятковані дрібними зеленими плямками. Груди білуваті, живіт рудий. Хвіст округлий, не роздвоєний. Центральні стернові пера зелені, решта стернових пер коричнюваті з широкою чорною смугою на кінці.

## Поширення і екологія
Інагуанські колібрі-аметисти мешкають на островах Великий і Малий Інаґуа на півдні Багамського архіпелагу. Вони живуть в сухих тропічних лісах, чагарникових заростях, парках і садах. Живляться нектаром різноманітних квітучих рослин, зокрема Aloe vera, а також дрібними комахами. яких ловлять в польоті. І самиці, і самці захищають кормові території. Гніздо невелике, чашоподібне, робиться з рослинних волокон і павутиння, встелюється м'якими рослинними волоконами, покривається шматочками кори. Воно розміщується на висоті від 1 до 3 м над землею.